# Nobu Kojima
Nobu Kojima (jap. 小島信, Kojima Nobu; * um 1930) ist eine japanische Badmintonspielerin. 

## Karriere
Nobu Kojima war 1951 erstmals bei den nationalen Titelkämpfen in Japan erfolgreich, wobei sie die Mixedkonkurrenz gemeinsam mit Hirotoshi Shibuya gewinnen konnte. 1952 und 1953 siegte sie erneut in dieser Disziplin, beide Male ebenfalls mit Shibuya.

## Sportliche Erfolge
| Saison | Veranstaltung                | Disziplin | Platz | Name                            |
| ------ | ---------------------------- | --------- | ----- | ------------------------------- |
| 1951   | Japan: Einzelmeisterschaften | Mixed     | 1     | Hirotoshi Shibuya / Nobu Kojima |
| 1952   | Japan: Einzelmeisterschaften | Mixed     | 1     | Hirotoshi Shibuya / Nobu Kojima |
| 1953   | Japan: Einzelmeisterschaften | Mixed     | 1     | Hirotoshi Shibuya / Nobu Kojima |

## Referenzen
- Japanische Badmintonmeisterschaften 1947–2004 (Memento vom 28. August 2007 im Internet Archive)
- Annual Handbook of the International Badminton Federation, London, 29. Auflage 1971, S. 222–223

| Personendaten    | Personendaten                 |
| ---------------- | ----------------------------- |
| NAME             | Kojima, Nobu                  |
| ALTERNATIVNAMEN  | 小島信                        |
| KURZBESCHREIBUNG | japanische Badmintonspielerin |
| GEBURTSDATUM     | um 1930                       |